# خوسيه بيدرو دياز
خوسيه بيدرو دياز (بالإسبانية: José Pedro Díaz) هو كاتب مقالات وكاتب وبروفيسور وشاعر أوروغواياني، ولد في 12 يناير 1921 في مونتفيدو في الأوروغواي، وتوفي بنفس المكان في 3 يوليو 2006.